# 大崎一番太郎
大崎 一番太郎（おおさき いちばんたろう）は、東京都品川区にある大崎駅西口商店会のマスコットキャラクターである。

## プロフィール
- ニックネーム：イッちゃん
- 年齢：宇宙歴で6歳くらい
- 特技：山手線に乗る
- 趣味：園芸・盆栽・空を見ながらボーッとする
- 種別：未確認生命体（よくクマや犬に間違われるが、自分でもよくわからない）
- 性別：男の子
- 性格：やさしく、のんびり屋さん
- 身長：0.001宇宙マイル
- 体重：リンゴ100個分
- 好物：誠華の味噌ラーメン
- 得意なこと：まばたきをしない
- 苦手なこと：まばたき
- CV：山口勝平

## 概要
大崎再開発を成功させるため、「大崎一番星」からやってきた謎のマスコットキャラクターという設定。
姿は色が蛍光グリーンで山手線とエコロジーを表現。お腹のマークは、大崎の頭文字『O』と、山手線の大崎駅を表している。
頭にはオレンジ色のベレー帽をかぶっており、美術館や学校が多くある大崎のインテリジェンスをアピール。
デザイナーである犬山秋彦がデザイン。
クリエイティブ・コモンズ・ライセンスに基づき著作権を解放している。
『ゆるキャラ』を商標登録しているみうらじゅんから「大崎一番太郎はゆるくないからゆるキャラじゃない」と直接言われていることもあり、一般名詞の『ご当地キャラ』を使っていただけると嬉しいと言っている。
兄貴分に、元宇宙海賊で現在は犬山家居候のニート・デンジ犬のシュピーゲル・ド・スパンキー（通称・パイセン）と、戸越銀座商店街で家事手伝い中のホシ猫・戸越銀次郎がいる。

## 歴史
- 2006年2月21日 - 大崎西口商店会、商店街デビュー。
- 2009年12月12日 - Twitter開始。

## テレビ出演
- シンボルず（2007年6月24日、テレビ東京）
- いきなり!黄金伝説。（2009年10月1日、テレビ朝日）
- 東京都さまぁ〜ZOO（2012年1月18日、テレビ東京）
- ヒルナンデス!（2012年10月1日、日本テレビ）
- めちゃ×2イケてるッ!（2014年1月25日、フジテレビ）